# Зелёный Гай (Черкасская область)
Зелёный Гай (укр. Зелений Гай) — посёлок в Маньковском районе Черкасской области Украины.
Население по переписи 2001 года составляло 221 человек. Почтовый индекс — 20120. Телефонный код — 4748.

## Местный совет
20120, Черкасская обл., Маньковский р-н, с. Поповка